# ليف ياكوبسون
ليف ياكوبسون (بالسويدية: Leif Jakobsson)‏ هو سياسي سويدي، ولد في 1955. حزبياً، نشط في حزب العمال الديمقراطي الاشتراكي السويدي. وقد انتخب عضو البرلمان السويدي ‏.